# R. M. Soedarsono
Raden Mas Soedarsono (à Java, Raden Mas est un titre porté par les membres éloignés des familles royales et princières), né en 1933 à Yogyakarta et mort le 16 octobre 2018, est un danseur, chercheur et professeur de danse indonésien. Soedarsono danse depuis l'enfance. Après avoir obtenu un diplôme de maîtrise à l'université Gadjah Mada de Yogyakarta, il est nommé directeur de l’Institut indonésien des arts de Yogyakarta.
Comme chercheur en danse, sa thèse de doctorat portant sur le wayang wong drame et danse de cérémonie à la cour de Yogyakarta, lui permet d’obtenir son diplôme. Il a étudié l’art, l'histoire et la littérature, et a été conférencier dans plusieurs colloques internationaux.
Il a obtenu le Prix de la culture asiatique de Fukuoka en 1998.